# Clement Cazalet
Clement Haughton Langston Cazalet (* 16. Juli 1869 in London; † 23. März 1950 ebenda) war ein britischer Tennisspieler.

## Karriere
Als eines von 10 Kindern, aber als einziger Sohn des reichen Kaufmannes William Clement und von Emmeline Agnes Cazalet (geborene Fawcett) besuchte Clement Cazalet die Rugby School sowie ab 1887 das Trinity College. Als Major der British Red Cross Society und des Order of Saint John nahm er freiwillig als Fahrer am Ersten Weltkrieg teil. 1917 wurde ihm der Distinguished Service Order verliehen. Nach dem Krieg arbeitete er als Marineingenieur. In der Rolle half er unter anderem beim Verlegen der Kabel durch den Atlantik und Pazifik.
Clement Cazalet stand zwischen 1984 und 1909 insgesamt zwölfmal im Hauptfeld der Einzelkonkurrenz in Wimbledon. 1896 und 1906 erreichte er jeweils mit dem Viertelfinale sein bestes Resultat. Im Doppel nahm er 16 Mal teil und erreichte er 1897, 1902 und 1906 das Finale des sogenannten All-Comers-Wettbewerb. Eines seiner besten Resultate war der Sieg über Josiah Ritchie im Halbfinale bei den South of England Championships 1902.
Cazalet trat bei den Olympischen Spielen 1908 in London in der Doppelkonkurrenz mit Charles Dixon an. Im Halbfinale unterlagen sie in fünf Sätzen den späteren Olympiasiegern George Hillyard und Reginald Doherty und gewannen somit Bronze. Sein Cousin William Cazalet nahm 1908 ebenfalls an den Olympischen Spielen im Jeu de Paume teil.

## Erfolge
| Legende (Anzahl der Siege) |
| -------------------------- |
| Grand Slam                 |

### Doppel

#### Finalteilnahmen
| Nr. | Datum        | Turnier       | Belag | Partner                   | Finalgegner                       | Ergebnis                |
| --- | ------------ | ------------- | ----- | ------------------------- | --------------------------------- | ----------------------- |
| 1.  | 1. Juli 1897 | Wimbledon (1) | Rasen | Sydney Howard Smith       | Reginald Doherty Laurence Doherty | 2:6, 5:7, 6:2, 2:6      |
| 2.  | 1. Juli 1902 | Wimbledon (2) | Rasen | George Whiteside Hillyard | Frank Riseley Sydney Howard Smith | 5:7, 6:2, 8:6, 3:6, 1:6 |
| 3.  | 4. Juli 1906 | Wimbledon (3) | Rasen | George Miéville Simond    | Frank Riseley Sydney Howard Smith | 2:6, 2:6, 7:5, 4:6      |